# Paul Loicq Award
Paul Loicq Award – coroczna nagroda przyznawana od 1998 roku przez Międzynarodowy Związek Hokeja na Lodzie (IIHF) podczas ceremonii Galerii Sławy IIHF za wybitne zasługi dla międzynarodowego hokeja na lodzie. Nagroda jest nazwana na cześć Paula Loicqa, prezydenta IIHF w latach 1922–1947, który doprowadził do wielkiego rozwoju hokeja na lodzie.

## Zwycięzcy
| Rok  | Zwycięzca                 |
| ---- | ------------------------- |
| 1998 | Wolf-Dieter Montag        |
| 1999 | Roman Neumayer            |
| 2000 | Wsiewołod Kukuszkin       |
| 2001 | Isao Kataoka              |
| 2002 | Pat Marsh                 |
| 2003 | George Nagobads           |
| 2004 | Aggie Kukulowicz          |
| 2005 | Rita Hrabcek              |
| 2006 | Bo Tovland                |
| 2007 | Bob Nadin                 |
| 2008 | Juraj Okoličány           |
| 2009 | Harald Griebel            |
| 2010 | Lou Vairo                 |
| 2011 | Jurij Korolow             |
| 2012 | Kent Angus                |
| 2013 | Gord Miller               |
| 2014 | Mark Aubry                |
| 2015 | Monique Scheier-Schneider |
| 2016 | Nikołaj Ozierow           |